# Premiul César pentru cel mai bun regizor
Câștigătorii Premiului César pentru cel mai bun regizor.

## Istoric

### Superlative
| Superlative                                  | Bărbați        | Bărbați | Femei          | Femei |
| -------------------------------------------- | -------------- | ------- | -------------- | ----- |
| Cele mai multe premii                        | Roman Polanski | 4       | Tonie Marshall | 1     |
| Cele mai multe nominalizări                  | Alain Resnais  | 8       | Nicole Garcia  | 2     |
| Cele mai multe nominalizări (fără a câștiga) | Claude Miller  | 7       | Nicole Garcia  | 2     |
| Cea mai în vârstă câștigătoare               |                |         | Tonie Marshall | 49    |
| Cea mai în vârstă nominalizată               |                |         | Agnès Varda    | 58    |
| Cel mai tânăr câștigător                     |                |         | Tonie Marshall | 49    |
| Cea mai tânără nominalizată                  |                |         | Maiwenn        | 35    |

### Lista regizorilor și a filmelor
- 1976: Bertrand Tavernier: Que la fête commence
- 1977: Joseph Losey: Monsieur Klein
- 1978: Alain Resnais: Providence
- 1979: Christian de Chalonge: L'Argent des autres
- 1980: Roman Polanski: Tess
- 1981: François Truffaut: Le Dernier métro
- 1982: Jean-Jacques Annaud: La Guerre du feu
- 1983: Andrzej Wajda: Danton
- 1984: Ettore Scola: Le Bal
- 1985: Claude Zidi: Les Ripoux
- 1986: Michel Deville: Péril en la demeure
- 1987: Alain Cavalier: Thérèse
- 1988: Louis Malle: Au revoir, les enfants
- 1989: Jean-Jacques Annaud: L'Ours
- 1990: Bertrand Blier: Trop belle pour toi
- 1991: Jean-Paul Rappeneau: Cyrano de Bergerac
- 1992: Alain Corneau: Tous les matins du monde
- 1993: Claude Sautet: Un cœur en hiver
- 1994: Alain Resnais: Smoking/No Smoking
- 1995: André Téchiné: Les roseaux sauvages
- 1996: Claude Sautet: Nelly et Monsieur Arnaud
- 1997: Patrice Leconte: Ridicule
- 1998: Luc Besson: The Fifth Element
- 1999: Patrice Chéreau: Ceux qui m'aiment prendront le train
- 2000: Tonie Marshall: Vénus Beauté (Institut)
- 2001: Dominik Moll: Harry, un ami qui vous veut du bien
- 2002: Jean-Pierre Jeunet: Le Fabuleux Destin d'Amélie Poulain
- 2003: Roman Polanski: Le Pianiste
- 2004: Denys Arcand: Les Invasions barbares
- 2005: Abdellatif Kechiche: L'Esquive
- 2006: Jacques Audiard: De battre mon cœur s'est arrêté
- 2007: Guillaume Canet: Ne le dis à personne
- 2008: Abdellatif Kechiche: La Graine et la Mulet
- 2009: Jean-François Richet: L'ennemi public n°1

### Anii 2010
| An                   | Câștigător și nominalizați                                          | Titlu                          | Original title                      |
| -------------------- | ------------------------------------------------------------------- | ------------------------------ | ----------------------------------- |
| 2011 (ediția a 36-a) | Roman Polanski                                                      | The Ghost Writer               | The Ghost Writer                    |
| 2011 (ediția a 36-a) | Mathieu Amalric                                                     | On Tour                        | Tournée                             |
| 2011 (ediția a 36-a) | Olivier Assayas                                                     | Carlos                         | Carlos                              |
| 2011 (ediția a 36-a) | Xavier Beauvois                                                     | Of Gods and Men                | Des hommes et des dieux             |
| 2011 (ediția a 36-a) | Bertrand Blier                                                      | The Clink of Ice               | Le Bruit des glaçons                |
| 2012 (ediția a 37-a) | Michel Hazanavicius (a câștigat și Oscarul pentru cel mai bun film) | Artistul                       | L'Artiste                           |
| 2012 (ediția a 37-a) | Valérie Donzelli                                                    | Declarație de război           | La Guerre est déclarée              |
| 2012 (ediția a 37-a) | Aki Kaurismäki                                                      | Le Havre                       | Le Havre                            |
| 2012 (ediția a 37-a) | Maïwenn                                                             | Polisse                        | Polisse                             |
| 2012 (ediția a 37-a) | Pierre Scholler                                                     | The Minister                   | L'Exercice de l'État                |
| 2012 (ediția a 37-a) | Olivier Nakache & Éric Toledano                                     | The Intouchables               | Intouchables                        |
| 2013 (ediția a 38-a) | Michael Haneke (nominalizat pentru Academy Award                    | Amour                          | Amour                               |
| 2013 (ediția a 38-a) | Jacques Audiard                                                     | Rust and Bone                  | De rouille et d'os                  |
| 2013 (ediția a 38-a) | Stéphane Brizé                                                      | A Few Hours of Spring          | Quelques heures de printemps        |
| 2013 (ediția a 38-a) | Leos Carax                                                          | Holy Motors                    | Holy Motors                         |
| 2013 (ediția a 38-a) | Benoît Jacquot                                                      | Farewell, My Queen             | Les Adieux à la reine               |
| 2013 (ediția a 38-a) | Noémie Lvovsky                                                      | Camille Rewinds                | Camille redouble                    |
| 2013 (ediția a 38-a) | François Ozon                                                       | In the House                   | Dans la maison                      |
| 2014 (ediția a 39-a) | Roman Polanski                                                      | Venus în blană                 | La Vénus à la fourrure              |
| 2014 (ediția a 39-a) | Arnaud Desplechin                                                   | Jimmy P.                       | Jimmy P.                            |
| 2014 (ediția a 39-a) | Albert Dupontel                                                     | 9 Month Stretch                | Neuf mois ferme                     |
| 2014 (ediția a 39-a) | Asghar Farhadi                                                      | The Past                       | Le Passé                            |
| 2014 (ediția a 39-a) | Guillaume Gallienne                                                 | Me, Myself and Mum             | Les Garçons et Guillaume, à table ! |
| 2014 (ediția a 39-a) | Alain Guiraudie                                                     | Stranger by the Lake           | L'Inconnu du lac                    |
| 2014 (ediția a 39-a) | Abdellatif Kechiche                                                 | Blue Is the Warmest Colour     | La Vie d'Adèle – Chapitres 1 & 2    |
| 2015 (ediția a 40-a) | Abderrahmane Sissako                                                | Timbuktu                       | Timbuktu                            |
| 2015 (ediția a 40-a) | Céline Sciamma                                                      | Girlhood                       | Bande de filles                     |
| 2015 (ediția a 40-a) | Thomas Cailley                                                      | Love at First Fight            | Les Combattants                     |
| 2015 (ediția a 40-a) | Robin Campillo                                                      | Eastern Boys                   | Eastern Boys                        |
| 2015 (ediția a 40-a) | Thomas Lilti                                                        | Hippocrates                    | Hippocrate                          |
| 2015 (ediția a 40-a) | Bertrand Bonello                                                    | Saint Laurent                  | Saint Laurent                       |
| 2015 (ediția a 40-a) | Olivier Assayas                                                     | Clouds of Sils Maria           | Sils Maria                          |
| 2016 (ediția a 39-a) | Arnaud Desplechin                                                   | Trei cadouri din tinerețea mea | Trois souvenirs de ma jeunesse      |
| 2016 (ediția a 39-a) | Jacques Audiard                                                     | Dheepan                        | Dheepan                             |
| 2016 (ediția a 39-a) | Stéphane Brizé                                                      | The Measure of a Man           | La Loi du marché                    |
| 2016 (ediția a 39-a) | Xavier Giannoli                                                     | Marguerite                     | Marguerite                          |
| 2016 (ediția a 39-a) | Maïwenn                                                             | Mon roi                        | Mon roi                             |
| 2016 (ediția a 39-a) | Deniz Gamze Ergüven                                                 | Mustang                        | Mustang                             |
| 2016 (ediția a 39-a) | Emmanuelle Bercot                                                   | Standing Tall                  | La Tête haute                       |